# Pancerniki typu Erzherzog Karl
Pancerniki typu Erzherzog Karl – typ trzech przeddrednotów, zbudowanych przez Austro-Węgry przed I wojną światową. Wszystkie trzy okręty zostały zbudowane w stoczni Stabilimento Tecnico Triestino w Trieście. Stępkę pod „SMS Erzherzog Karl” położono w 1902 roku. „Erzherzog Ferdinanda Maxa” oraz „Erzherzog Friedricha” budowano do 1905 roku. „Erzherzog Karl” został wprowadzony do służby w 1906 roku, natomiast „Erzherzog Ferdinand Max” i „Erzherzog Friedrich” w 1907 roku. W momencie wejścia do służby, pancerniki były uważane za relatywnie nowoczesne. Jednakże wymiary dostępnych doków oraz ograniczenia budżetowe sprawiły, że pancerniki nie mogły być zbyt duże. Niemniej jednak okazały się dobrze zaprojektowane i odpowiednio chronione. Okręty wzięły swoje nazwy od imion członków austriackiej rodziny królewskiej.
Pomimo swoich zalet, pancerniki typu Erzherzog Karl miały gorsze parametry od nowszych drednotów, z ich silniejszą artylerią główną i turbinami parowymi. Z tego powodu okręty te odegrały podczas I wojny światowej ograniczoną rolę. Na początku wojny okręty typu Erzherzog Karl utworzyły III Dywizjon Pancerników. Pomimo że okręty w czasie konfliktu były głównie nieaktywne, wzięły udział w osłonie ucieczki dwóch niemieckich krążowników, SMS „Breslau” i SMS „Goeben” podczas pierwszych dni wojny, jak również w ostrzale Ankony 23 maja 1915. Okręty brały również udział w stłumieniu buntu wznieconego przez załogi kilku krążowników pancernych stacjonujących w Kotorze, w dniach 1-3 lutego 1918. Po przegranej Austro-Węgier, „Erzherzog Karl” i „Erzherzog Friedrich” zostały przekazane Francji, natomiast „Erzherzog Ferdinand Max” Wielkiej Brytanii. „Erzherzog Karl” osiadł na mieliźnie w pobliżu Bizerty i został tam zezłomowany. Pozostałe dwa okręty zostały zezłomowane we Włoszech w roku 1921.

## Geneza
Na początku XX wieku, Siegfried Popper dostał zlecenie na budowę nowej klasy pancerników, które byłyby porównywalne lub przewyższały dwa pancerniki typu Regina Margherita, budowane w tym czasie we Włoszech. Był to pierwszy raz od zawarcia Trójprzymierza, kiedy k.u.k. Kriegsmarine w swoich planach strategicznych rozważała włoską Regia Marina jako prawdopodobnego przyszłego przeciwnika. Kluczowym warunkiem dla nowego projektu było mocniejsze uzbrojenie drugorzędne niż we włoskich pancernikach. Pancerniki typu Erzherzog Karl były ostatnimi okrętami wprowadzonymi do służby w Austro-Węgierskiej Marynarce Wojennej za czasów, gdy jej dowódcą był Admirał Hermann von Spaun.

## Konstrukcja

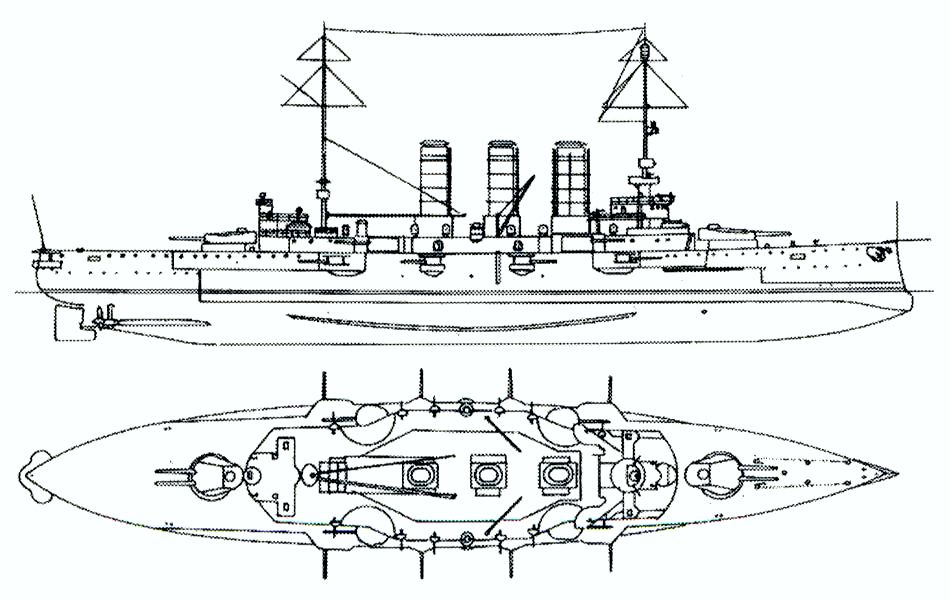
Rzut z lewej burty i plan pokładu pancernika typu Erzherzog Karl

### Charakterystyka ogólna
Pancerniki typu Erzherzog Karl miały wyporność 10640 t, przy 126,2 m długości całkowitej (124,35 m długości na linii wodnej), 21,78 m szerokości i 7,51 m zanurzenia. Załoga składała się z 37 oficerów i 703 marynarzy.

### Napęd
Okręty były napędzane za pomocą dwóch czterocylindrowych maszyn parowych potrójnego rozprężania. Były one zasilane w parę przez 12 kotłów Yarrow opalanych węglem, rozmieszczonych w trzech kotłowniach. Każda maszyna napędzała jeden wał z trójłopatową śrubą o średnicy 5 m i skoku również 5 m. Podczas rejsu maszynownia okrętów zapewniała 18 000 KM (według innych źródeł 13 530 KM) mocy, co pozwalało osiągnąć prędkość 20,5 węzła. Było to o jeden węzeł więcej niż pierwotnie zakładano. Zapas 1565 ton węgla zapewniał zasięg 4000 Mm przy prędkości 10 węzłów.

### Uzbrojenie
Tak samo jak pancerniki typu Ersatz Monarch, które miały zostać zbudowane 13 lat później, typ Erzherzog Karl posiadał główne uzbrojenie wyprodukowane przez zakłady Škoda z Pilzna, w Czechach. Każdy z okrętów był uzbrojony w cztery działa Škoda K01 kal. 240 mm L/40, po dwa w dwóch wieżach artyleryjskich. Działa te były austro-węgierskimi replikami dział Krupp C97 kal. 240 mm L/40, użytych na pancernikach typu Habsburg . Kąt podniesienia dział wynosił od -4° do maksymalnie +20°, a kąt ostrzału 150° na każdą burtę . Każde z dział potrzebowało 20 osób obsługi . 45-kilogramowy ładunek prochu nadawał pociskom prędkość wylotową 725 m/s, co przy kącie podniesienia 9,15° dawało zasięg ok. 10 tysięcy metrów . Szybkostrzelność wynosiła trzy do czterech strzałów na minutę. Każde z dział ważyło ok. 28,15 t .
Artylerię średniego kalibru stanowiło 12 dział Škoda kal. 190 mm L/42 , zamontowanych w ośmiu pojedynczych kazamatach na burtach okrętu i w czterech pojedynczych wieżach artyleryjskich, dwóch na każdej burcie. Kąt podniesienia dział wynosił od -3° do +20°. Działa mogły wystrzeliwać 97-kilogramowe pociski przeciwpancerne na odległość 20 000 m przy maksymalnym podniesieniu lufy i prędkości wylotowej pocisku 800 m/s. Szybkostrzelność wynosiła trzy strzały na minutę. Każde działo ważyło 12,1 t .
Okręt posiadał lekkie uzbrojenie do obrony przed torpedowcami. Było to 12 dział Škoda kal. 66 mm L/45 . Kąt podniesienia działa wynosił od -10° do +20°, a kąt ostrzału wynosił 360°. Szybkostrzelność dział wynosiła około 10 strzałów na minutę . Przy maksymalnym podniesieniu lufy działa mogły wystrzeliwać 4,5-kilogramowe pociski odłamkowo-burzące na maksymalną odległość 9140 m przy prędkości wylotowej pocisku 880 m/s . Okręty posiadały również cztery szybkostrzelne działa Škoda kal. 47 mm L/44 i dwa szybkostrzelne działa Škoda kal. 47 mm L/33, również służące do obrony przeciw torpedowcom
Obronę przeciwlotniczą stanowiły cztery działka Vickers kal. 37 mm oraz cztery karabiny maszynowe Schwarzlose kal. 8 mm . Kąt podniesienia luf działek kal. 37 mm wynosił od -5° do +80°, a kąt ostrzału 360°. Obsługiwane przez jednego marynarza  działka mogły wystrzeliwać 0,7-kilogramowy pocisk na odległość 1830 m przy maksymalnym podniesieniu działa i prędkości wylotowej pocisku 640 m/s . Zaprojektowane w 1910 roku, działka ważyły 57 kg każde . Pancerniki typu Erzherzog Karl wyposażono również w dwie nadwodne wyrzutnie torpedowe kal. 450 mm, lecz były one rzadko używane.

### Opancerzenie
Pancerniki typu Erzherzog Karl chronione były przez cementowaną stal Kruppa, wyprodukowaną przez firmę Witkowitz. Główny pas opancerzenia, na wysokości linii wodnej (jednym z najbardziej wrażliwych obszarów okrętu), miał 210 mm grubości. Przy końcach opancerzenie pasa zmniejszało się do 50 mm. Pancerz pokładu miał grubość 55 mm. Wieże artylerii głównej oraz kazamaty i wieże dział 190 mm miały odpowiednio 240 i 150 mm pancerza. Uczyniono to, by chronić okręt przed możliwym trafieniem pocisku w wieżę artyleryjską i następującą po nim eksplozją. Wieża dowodzenia okrętu miała 220 mm pancerza. Grodzie wodoszczelne oddzielające poszczególne przedziały miały 200 mm grubości, a okręty zostały podzielone na 15 przedziałów wodoszczelnych. Pancerniki typu Erzherzog Karl były pierwszymi okrętami, w których Popper zastosował podwójne dno jako ochronę przed minami. Ciągnęło się ono 73 metry wzdłuż centralnej części kadłuba.

## Budowa
Na podstawie: Battleships
| Okręt                         | Stocznia                               | Położenie stępki    | Wodowanie           | Wejście do służby | Pochodzenie nazwy     | Los             |
| ----------------------------- | -------------------------------------- | ------------------- | ------------------- | ----------------- | --------------------- | --------------- |
| SMS „Erzherzog Karl”          | Stabilimento Tecnico Triestino, Triest | 24 lipca 1902       | 4 października 1903 | 17 czerwca 1906   | Karol Ludwik Habsburg | Złomowany, 1920 |
| SMS „Erzherzog Friedrich”     | Stabilimento Tecnico Triestino, Triest | 4 października 1902 | 30 kwietnia 1904    | 31 stycznia 1907  | Fryderyk Habsburg     | Złomowany, 1921 |
| SMS „Erzherzog Ferdinand Max” | Stabilimento Tecnico Triestino, Triest | 9 marca 1904        | 21 maja 1905        | 21 grudnia 1907   | Maksymilian I         | Złomowany, 1921 |

## Służba

### Czas pokoju
Krótko po wejściu do służby, „Erzherzog Karl” stał się okrętem flagowym floty. W 1907 roku okręt odbył samotny ośmiomiesięczny rejs po wschodnim Morzu Śródziemnym, odwiedzając po drodze Pireus, Smyrnę, Bejrut i Jaffę. Rok później wszystkie trzy pancerniki wpłynęły na wody zachodniego Morza Śródziemnego, zatrzymując się podczas swojej podróży w Barcelonie, Gibraltarze, Tangerze, Maladze oraz na Korfu. Podczas tych dwóch wypraw, na pokład „Erzherzog Karla” weszli królowie Hiszpanii i Grecji oraz cesarz niemiecki. Okręty odbyły jeszcze dwa rejsy po Morzu Śródziemnym: w 1909 i 1910 roku. W czerwcu 1910 „Erzherzog Karl” został zadokowany na generalny remont .

### I wojna światowa
W momencie wybuchu I wojny światowej okręty tworzyły III Dywizjon Pancerników Austro-Węgierskiej Marynarki Wojennej i większość wojny spędziły w porcie w Puli. Pancerniki typu Erzherzog Karl zostały zmobilizowane w celu osłony ucieczki SMS „Goeben” i SMS „Breslau”. Niemieckie okręty próbowały wyrwać się z Cieśniny Mesyńskiej, która była otoczona przez brytyjskie okręty i uciec do Turcji. Ich ucieczka powiodła się. Kiedy austro-węgierska flota była na wysokości Brindisi na południu Włoch, okręty zostały odwołane. W towarzystwie innych austro-węgierskich jednostek, trzy okręty typu Erzherzog Karl wzięły udział w bombardowaniu Ankony 24 maja 1915 roku. Okręty zużyły 24 pociski przeciwpancerne kal. 240 mm ostrzeliwując stacje przekaźnikowe i semaforowe oraz 74 pociski kal. 190 mm do bombardowania włoskich baterii obrony wybrzeża i innych instalacji portowych.
1 lutego 1918 roku wybuchł bunt wśród załóg krążowników pancernych stacjonujących w Kotorze, włączając to załogi SMS „Sankt Georg” i SMS „Kaiser Karl VI”. Dwa dni później do portu przybyły trzy pancerniki typu Erzherzog Karl i asystowały w jego tłumieniu. Po spacyfikowaniu buntu krążowniki „Sankt Georg” i „Kaiser Karl VI” zostały wycofane ze służby, a pancerniki typu Erherzog Karl zostały na stałe przeniesione do portu w Kotorze. Admirał Miklós Horthy planował na poranek 11 czerwca atak na siły brytyjskie blokujące Cieśninę Otranto; trzy pancerniki typu Erzherzog Karl i cztery typu Tegetthoff miały osłaniać krążowniki typu Novara. Plan zakładał powtórzenie sukcesu rajdu przeprowadzonego rok wcześniej. Horthy chciał zniszczyć flotę blokującą cieśninę poprzez zwabienie brytyjskich okrętów w kierunku krążowników i mniejszych jednostek, które z kolei były osłaniane przez działa pancerników, w tym typu Erzherzog Karl. Jednak rano 10 czerwca drednot „Szent István” został storpedowany i zatopiony przez włoski kuter torpedowy. Horthy uznał, że element zaskoczenia został stracony i odwołał operację. Miało to być ostatnie zadanie bojowe, w którym wzięły udział okręty typu Erzherzog Karl. Resztę wojny okręty spędziły w porcie w Puli.
Po zakończeniu I wojny światowej, pancerniki typu Erzherzog Karl zostały najpierw przejęte przez Jugosławię w 1919 roku, ale „Erzherzog Karl” i „Erzherzog Friedrich” zostały następnie przekazane Francji w ramach reparacji wojennych. Trzeci okręt, „Erzherzog Ferdinand Max”, został przekazany Wielkiej Brytanii. Jednak „Erzherzog Karl” osiadł na mieliźnie w pobliżu Bizerty drodze do Tulonu i został zezłomowany w 1920 roku in situ. Pozostałe dwa okręty zostały zezłomowane rok później.